# Kitty (segelbåt)
Kitty är en finländsk segelbåt, ursprungligen med gaffelrigg, som ritades av Alfred Mylne och byggdes på Åbo Båtvarf 1911 för ett konsortium under ledning av Gustaf Estlander. 
Hon seglades av Gustaf Estlander sommaren 1911 och köptes till Olympiska sommarspelen i Stockholm 1912 av den svenske fondmäklaren Nils Asp. Med Carl Hellström som rorsman vann Kitty två raka segrar i tiometersklassen och tog därmed Sveriges första olympiska guldmedalj i segling.
Omkring 1920 byttes gaffelriggen ut mot en bermudarigg. Senare på 1920-tal riggades hon åter om och fick yawlrigg. Mesanen skotades på en bom som stack långt över aktern.  
Kitty ägdes till 1956 av textilfabrikören Gösta Hellmann på AB Max Hellmanns Yllefabriker i Norrköping, varefter hon skrotades och allt som var löst togs bort. Resterande del hamnade senare på Holms Yachtvarv i Gamleby och användes som sommarstuga. År 1964 togs hon över 
av ingenjören G. Odesten i Fjugesta, som hade ambitionen att renovera Kitty till havskryssare för en jordenruntsegling. Planerna fullföljdes inte, varefter Kitty övertogs av  fyra ungdomar i Stockholm, som seglade henne på 1970-talet. 
Efter ytterligare flera ägare på 1980-talet såldes Kitty 1991 till Finland. I början av 1990-talet renoverades hon och förlängdes till originallängd. Efter omfattande renovering sjösattes hon igen 2000 och har därefter seglats regelbundet. 